# アムステルダムセ・ボス

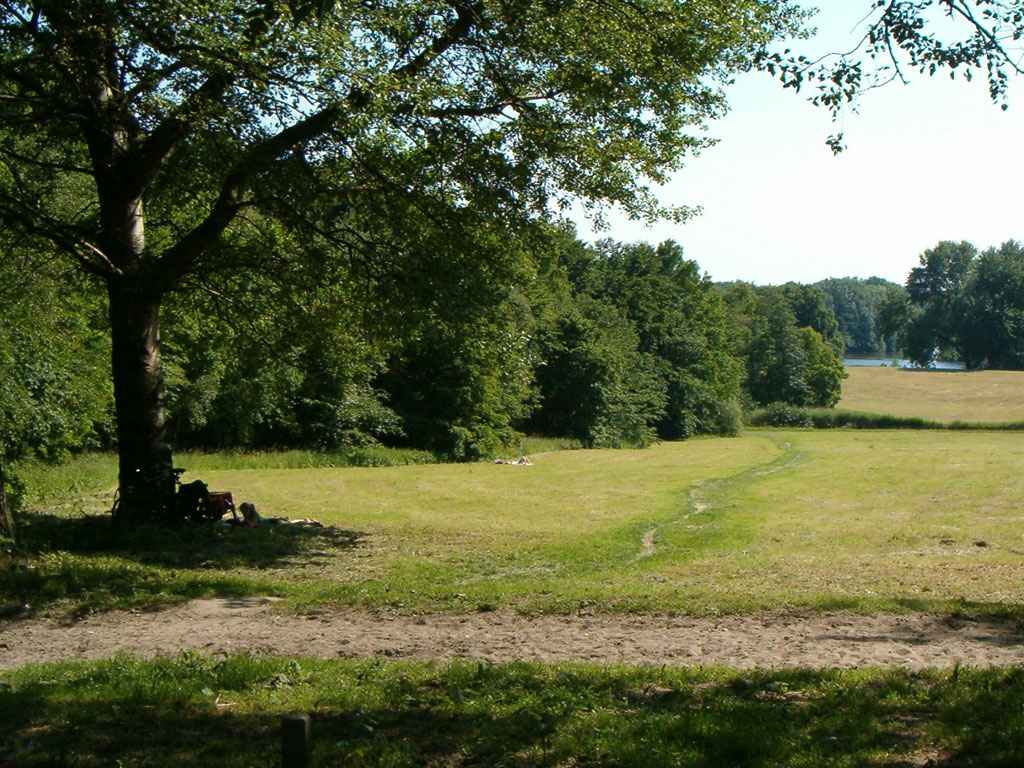
アムステルダムセ・ボス

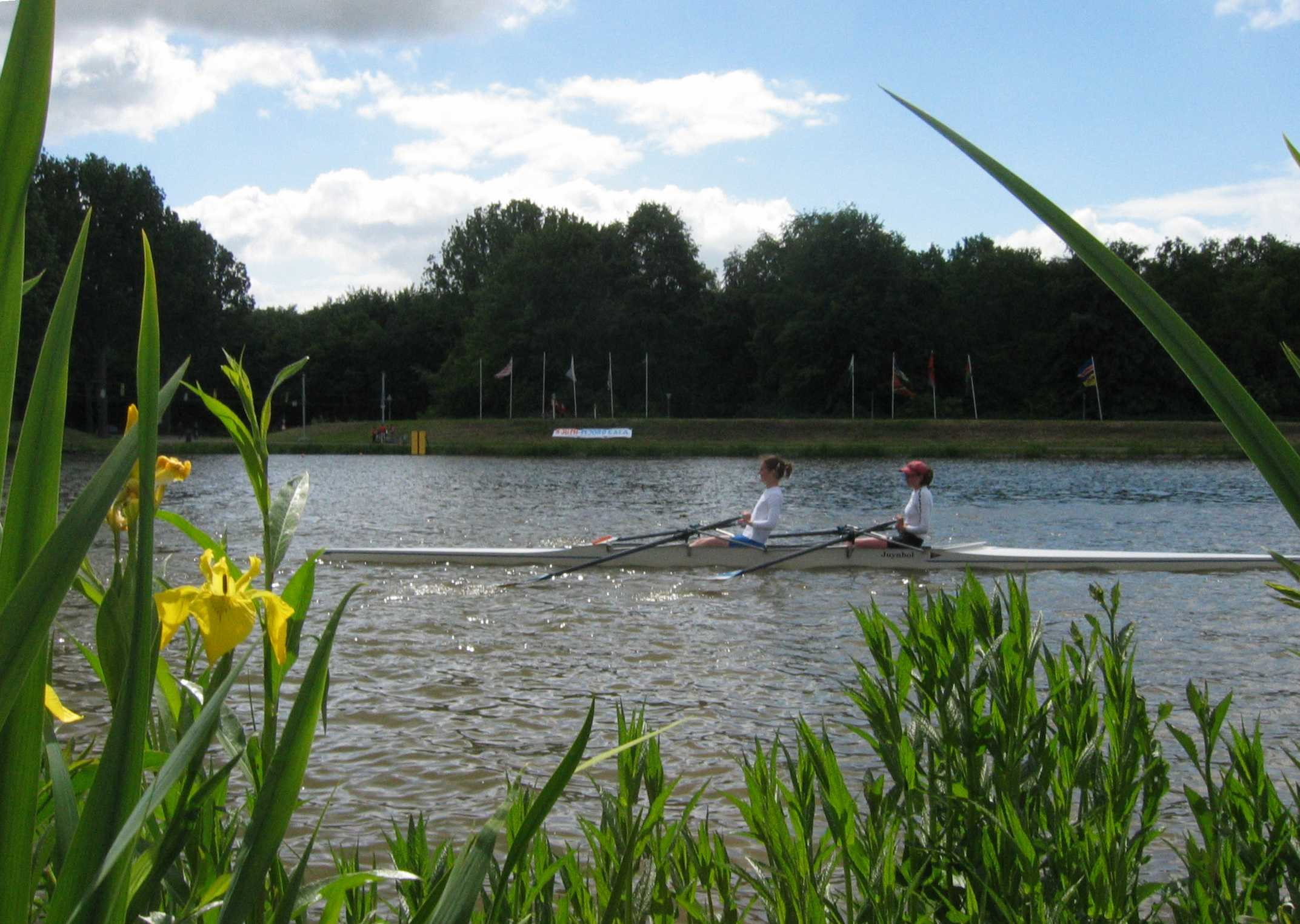
ボス漕艇場

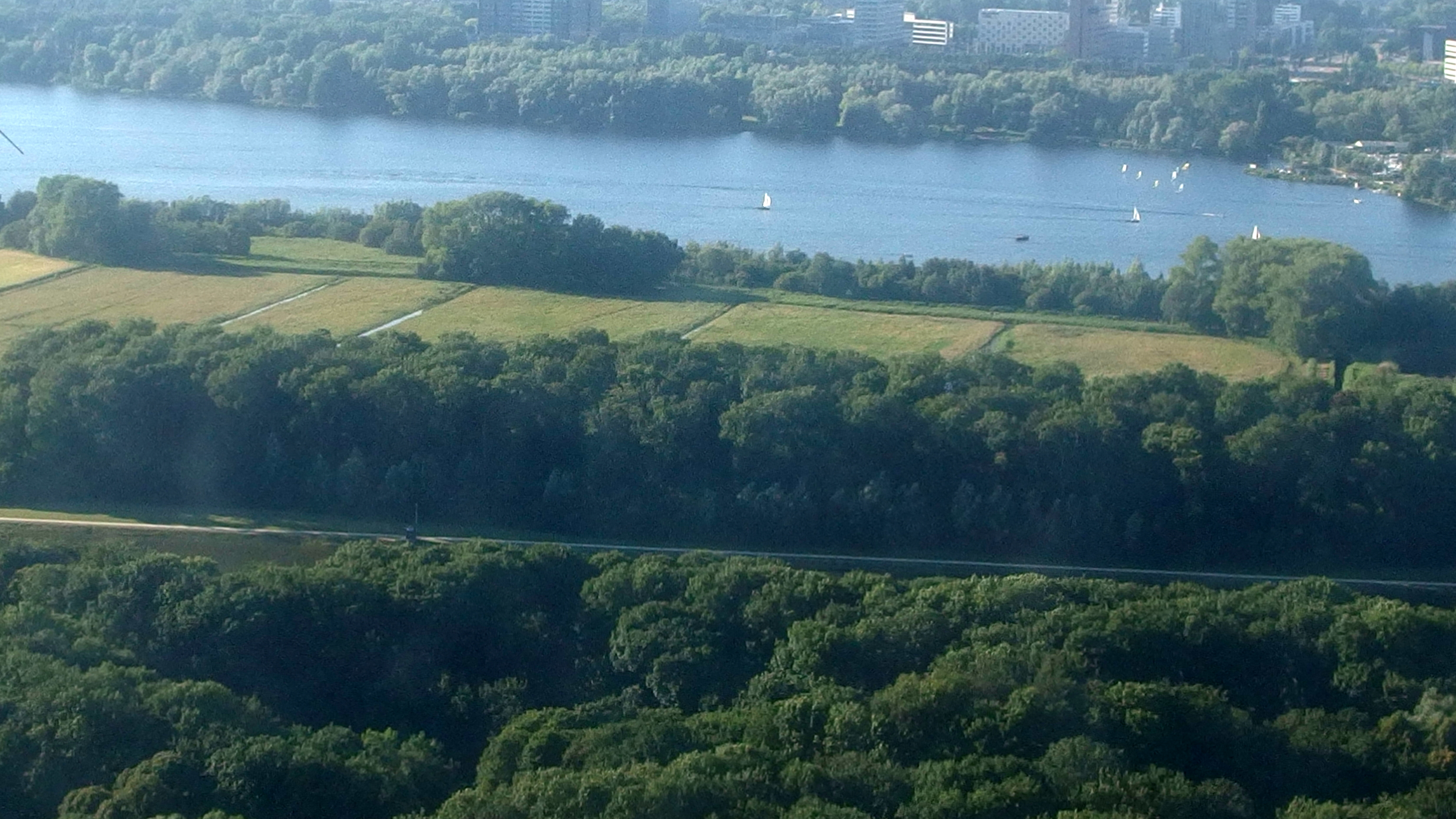
上空から

アムステルダムセ・ボス（オランダ語：Amsterdamse Bos、意味は「アムステルダムの森」）はオランダのアムステルダム市とアムステルフェーン市とアールスメーアの市域にまたがる広大な公園で、アムステルダム市街地周辺では最大の面積を持つ公園。公園は3つの自治体にまたがっているが、管理はアムステルダム市が行っており、一部施設を除いては無料で開放されている。
アムステルダムセ・ボスの公式ホームページによれば、公園は欧州で最大規模の公園で、150種の樹木が植えられており、200種以上の野鳥が見られるということである。

## 概要
- 面積 935ヘクタール

（上記面積のうち、420ヘクタールが林、215ヘクタールが芝生、165ヘクタールが池が占める面積である）
- 開設 1942年
- 年間入場者数 600万人
- 園路総延長 137 km、自転車道総延長 51 km

## 歴史
1923年に「ボス計画」としてアムステルダム市役所により計画が立てられ、1934年から工事が開始された。この工事は経済危機時の雇用創出事業も兼ねており、延べ5万人の労働者が動員された。1942年に公園の名を「アムステルダムセ・ボス」と決定した後も工事は続けられたが、第二次世界大戦時には公園の一部がドイツ軍の駐屯地とされたこともあった。戦後工事が再開され、1964年に全ての工事か完了して現在の形になった。

## 主な施設
ボス漕艇場
ボス漕艇場（Bosbaan）は1936年に5レーンの漕艇場として開設された。その後1954年と2002年に拡張が行われ、現在は8レーンとなっている。
野外劇場
1985年に開設された。
野外劇場 公式ページ
キャンプ場
乗馬学校

## 交通機関
公園案内所に最も近いのは、van Nijenrodeweg / Amstelveensewegバス停（62,166,171,172系統）である。またメトロ51系統・トラム5系統のvan Boshuizenstraat駅からも1kmほどの距離である。

## 近隣の公共施設
- アムステルダム・スキポール空港 （離着陸時の飛行機が、公園の湖Nieuwe Meerの上を低空飛行します）
- アムステルダム自由大学